# Huracán Iselle
El huracán Iselle fue el ciclón tropical más fuerte que tocó tierra en la Islas de Sotavento en la historia registrada. La undécima tormenta nombrada de la temporada de huracanes del Pacífico de 2014, Iselle se desarrolló a partir de un área de clima perturbado al suroeste de México el 31 de julio de 2014. Suponiendo un curso oeste-noroeste que mantendría durante toda su existencia, las condiciones atmosféricas generalmente favorables permitieron un fortalecimiento gradual, con el ciclón alcanzando el estado de huracán un día después de la formación. El fortalecimiento continuo progresó durante varios días hasta el 4 de agosto, cuando Iselle alcanzó la intensidad máxima con vientos máximos sostenidos de 140 mph (220 km/h) y una presión barométrica mínima de 947 mbar (hPa; 27.96 inHg), convirtiéndolo en un huracán categoría 4 . A partir de entonces, Iselle encontró condiciones ambientales hostiles y se debilitó rápidamente antes de tocar tierra en la Isla de Sotavento el 8 de agosto como una tormenta tropical moderada. Su paso por la isla interrumpió el ciclón e Iselle se disipó más tarde el 9 de agosto de 2014.
Se tomaron medidas preventivas generalizadas en todo Hawái, ya que los pronósticos indicaban la posibilidad de un desembarco en Hawái el 2 de agosto. El entonces gobernador Neil Abercrombie firmó una proclamación de emergencia y se cerraron numerosas instalaciones gubernamentales. Varias aerolíneas cancelaron vuelos que prestan servicios al archipiélago. Al tocar tierra, Iselle provocó lluvias torrenciales y provocó fuertes vientos que provocaron cortes de energía generalizados y árboles caídos. La tormenta causó grandes daños en los cultivos, estimados en $79.2 millones (USD 2014), incluido el 60% de la papaya del estado que se perdió. Esto fue suficiente para ser clasificado como un desastre agrícola, y finalmente fue declarado desastre por la Agencia Federal para el Manejo de Emergencias (FEMA) después de ser negado inicialmente. La tormenta también mató a una persona en Kauika como resultado de las inundaciones.

## Historia meteorológica
A fines de julio de 2014, los modelos de computadora comenzaron a indicar la posible formación de un área de baja presión frente a la costa del suroeste de México, lo que llevó al Centro Nacional de Huracanes (NHC) a evaluar la región con baja probabilidad de ciclogénesis tropical el 24 de julio. Estos pronósticos comenzaron a cumplirse el 28 de julio cuando se desarrolló un área de tormentas eléctricas asociadas con una ola tropical en la costa mexicana. Rastreando hacia el oeste en condiciones favorables, el sistema se organizó durante los días siguientes. Una depresión tropical formada a las 12:00 UTC del 31 de julio. Seis horas después, el Centro Nacional de Huracanes (NHC) actualizó la depresión a la tormenta tropical Iselle debido a la organización del sistema y la detección de vientos con fuerza de tormenta tropical por el dispersómetro MetOp-B. En ese momento, Iselle se encontraba aproximadamente a 1.075 millas (1.730 km) al suroeste del extremo sur de la península de Baja California. La intensificación constante continuó después de la formación, con el Centro Nacional de Huracanes (NHC) indicando la posibilidad de rápida intensificación. El 1 de agosto, Iselle comenzó a desarrollar un ojo, y este patrón progresivo de organización llevó al Centro Nacional de Huracanes (NHC) a actualizar la tormenta al estado de huracán a las 00:00 UTC del día siguiente.
Aunque las condiciones favorables permitieron el crecimiento desinhibido de Iselle al principio de su desarrollo, la cizalladura moderada del viento impactó brevemente el huracán el 2 de agosto, evitando que las tormentas eléctricas se intensifiquen y causen que la tormenta se deforme ligeramente verticalmente. Sin embargo, estas condiciones disminuyeron poco después, lo que permitió a Iselle reanudar el fortalecimiento y alcanzar el estado de huracán de categoría 2 ese mismo día. Como la cizalladura del viento ya no afecta la organización de Iselle, el ciclón tropical gradualmente se volvió más simétrico, lo que permitió que el ojo una vez irregular del huracán se despejara de la cubierta de nubes y la tormenta se intensificara a un estado de huracán mayor el 3 de agosto. Al alcanzar algunas características anulares de ciclón tropical, Iselle alcanzó la fuerza de categoría 4 a las 12:00 UTC del 4 de agosto. En consecuencia, Iselle alcanzó la intensidad máxima a las 18:00 UTC con vientos máximos sostenidos de 140 mph (220 km/h) y una presión barométrica mínima de 947 mbar (hPa; 27.96 inHg). Al mismo tiempo, el huracán exhibió un ojo de 30 millas (45 km) de ancho.

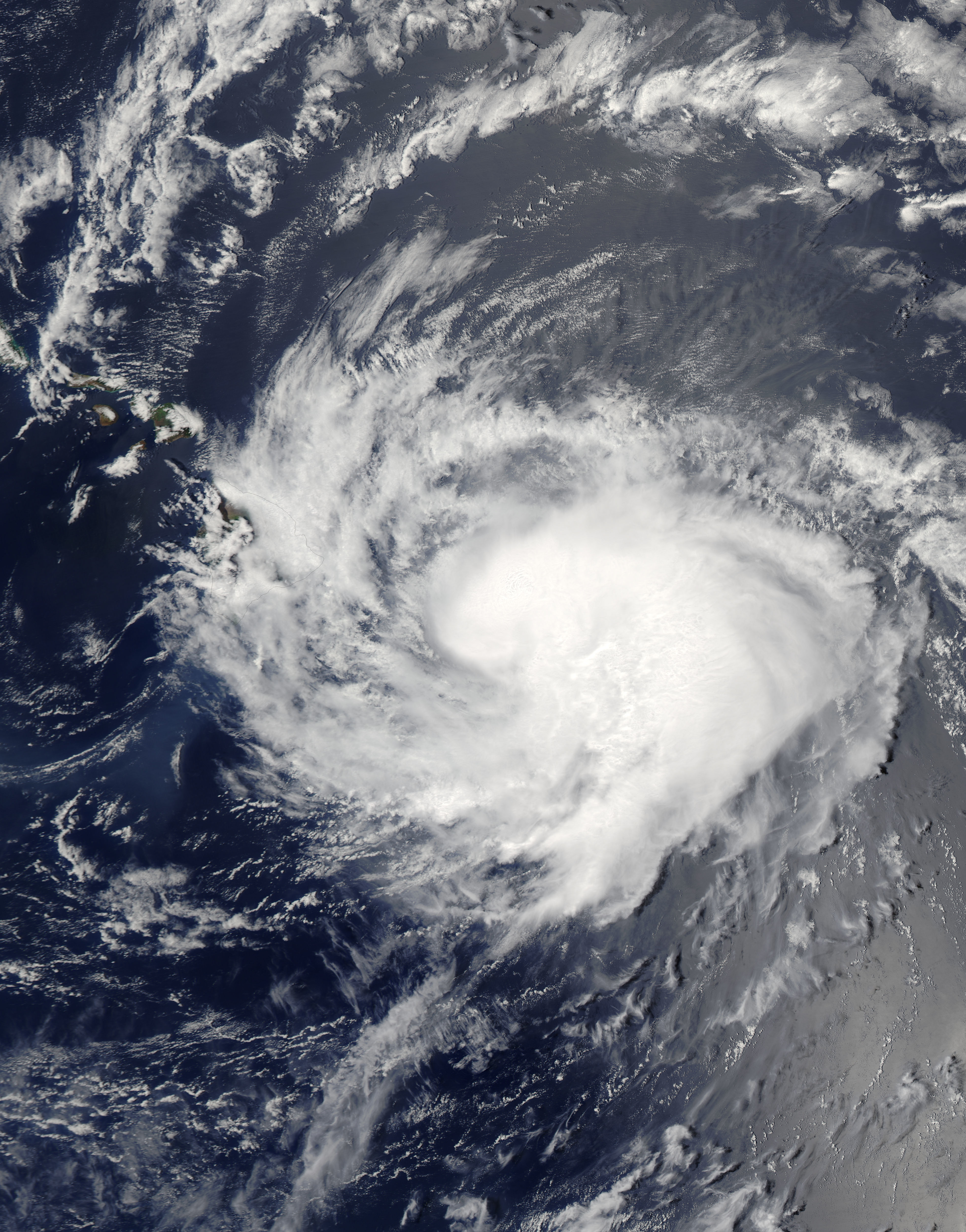
El debilitamiento del huracán Iselle se acerca a Hawái el 7 de agosto

Después de la intensidad máxima, la combinación del aumento de la cizalladura del viento y la disminución de las temperaturas de la superficie del mar comenzó a debilitar lentamente a Iselle, llevándola por debajo de la intensidad de la categoría 4 a principios del 5 de agosto. La continua cizalladura del viento provocó que la tormenta se degradara más y su ojo se volviera irregular. El Centro Nacional de Huracanes (NHC) rebajó a Iselle por debajo de la intensidad de huracán a las 18:00 UTC de ese día. A las 00:00 UTC del 6 de agosto, la responsabilidad de pronóstico transferida del  Centro Nacional de Huracanes (NHC) al Centro de Huracanes del Pacífico Central (CPHC). Aunque la cizalladura del viento comenzó a disminuir a partir de entonces, abundante aire seco causó que Iselle se debilitara rápidamente, cayendo a la intensidad de la Categoría 1 el 6 de agosto. Sin embargo, la cizalladura del viento suprimida permitió que el huracán se reorganizara y mantuviera un ojo grande mientras avanzaba hacia Hawái, y Iselle alcanzó su intensidad pico secundaria con vientos de 100 mph (155 km/h) a las 00:00 UTC del 7 de agosto. El 7 de agosto, el canal de nivel superior hacia el norte causó un aumento en la cizalladura del viento, el ojo de la tormenta se había desvanecido y el Centro de Huracanes del Pacífico Central (CPHC) estimó que Iselle se había debilitado a un huracán mínimo. La fuerte cizalladura del viento interrumpió el sistema e Iselle se debilitó a una tormenta tropical al día siguiente antes de tocar tierra a las 12:30 UTC a lo largo de la costa de Kau de la isla grande con vientos de 60 mph (95 km/h). El terreno montañoso de la isla interrumpió en gran medida la circulación ciclónica principal de Iselle, que se manifestó como una colección de pequeños vórtices al sur de las islas hawaianas. Debido a la pérdida de cualquier actividad de tormenta eléctrica sostenida en el centro de la tormenta, el Centro de Huracanes del Pacífico Central (CPHC) decidió degradar a Iselle a un área remanente de baja presión el 9 de agosto; en ese momento, la perturbación se centró aproximadamente a 200 millas (320 km) al oeste-suroeste de Honolulú. La baja remanente de Iselle se disipó dos días después.

## Preparaciones

Bucle de satélite infrarrojo de la tormenta tropical Iselle impactando a Hawái el 8 de agosto

A las 21:00 UTC del 5 de agosto, el Centro de Huracanes del Pacífico Central (CPHC) emitió una alerta de tormenta tropical para la isla de Hawái; Los pronósticos emitidos por el Centro Nacional de Huracanes (NHC) ya el 2 de agosto ilustraban la posibilidad de que Iselle rastreara o estuviera cerca del archipiélago hawaiano. A medida que el huracán se acercaba a las islas, los relojes se extendieron hasta el oeste de Oahu. La primera advertencia de huracán asociada con Iselle se emitió el 6 de agosto para el condado de Hawái. Más tarde ese día, se emitió una advertencia de tormenta tropical para Maui, Molokai, Lanai, Kahoolawe y Oahu. A principios del 7 de agosto, la advertencia de tormenta tropical se extendió para incluir a Kauai, colocando a todas las principales islas hawaianas bajo alguna forma de advertencia de ciclón tropical. El potencial de inundación también resultó en la emisión de una alerta de inundación repentina para toda la cadena de islas. Para el 9 de agosto, todas las advertencias se levantaron ya que Iselle ya no representaba una amenaza para las islas.
En previsión de los posibles impactos tanto de Iselle como del huracán Julio, el gobernador de Hawái, Neil Abercrombie, firmó una proclamación de emergencia, asignando recursos para futuras operaciones de alivio y mitigación. El alcalde del condado de Maui, Alan Arakawa, emitió un estado de emergencia para su condado respectivo. Debido a la amenaza inminente de la tormenta, el mayor sentido de urgencia llevó a los residentes a abastecerse de las necesidades. Aunque no se planeó una evacuación obligatoria, se solicitó a los residentes de áreas bajas en el condado de Hawái que evacuaran debido a la amenaza de tormenta e inundaciones. Se aconsejó a los residentes en los distritos costeros de Kau y Puna que tomaran precauciones y evacuaran a tierras más altas si fuera necesario. La Guardia Costera de los Estados Unidos instó a los navegantes y marineros a tener precaución ya que se esperaba que las olas alcanzaran 10-15 pies (3.0-4.6 m) en algunos lugares en alta mar. La Guardia Costera también se preparó para cerrar parcialmente los puertos tanto en Hawái como en el condado de Maui.
En el condado de Maui, el Departamento de Educación de Hawái ordenó el cierre de todas las escuelas y la designación de algunas instalaciones como refugios de emergencia. Todas las escuelas públicas en el condado de Hawái también fueron cerradas por el departamento. Tanto la Universidad de Hawaii como el Hawaii Community College cerraron sus campus durante el paso de Iselle. El Departamento de Tierras y Recursos Naturales de Hawái cerró todas sus tierras administradas en los condados de Hawaii y Maui y cerró algunos de sus campamentos y áreas silvestres en los condados de Oahu y Kauai. Todas las oficinas estatales y los juzgados del condado de Hawaii se cerraron con la retención de solo personal esencial. Aunque Hawaiian Airlines no canceló sus vuelos, la compañía eximió las tarifas para los pasajeros que buscan cambiar de los vuelos que se espera que presten servicio durante el paso de Iselle. United Airlines e Island Air luego tomaron las mismas medidas de acomodación. Más tarde, este último canceló todos sus vuelos interhawaianos el 7 de agosto, con la excepción de los vuelos que sirven a Kauai; American Airlines y muchas otras aerolíneas seguirían su ejemplo a medida que se acercara la amenaza de Iselle. El Ejército de Salvación preparó sus recursos en preparación para las operaciones de ayuda para Iselle en Hawái.

## Impacto

### Estados Unidos

#### Hawái

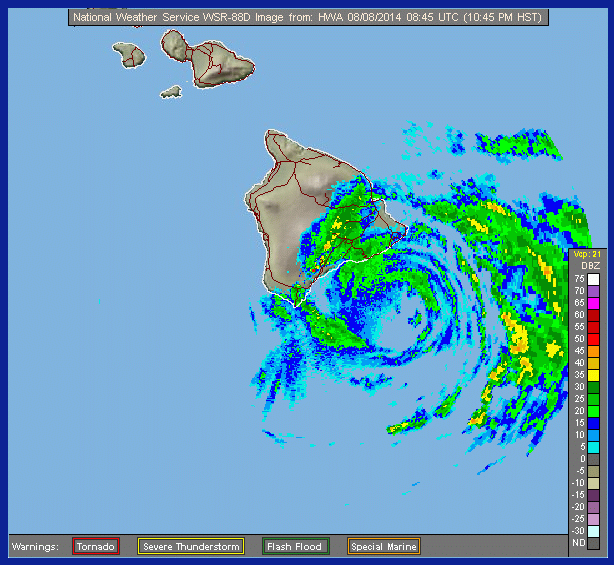
Imagen de radar de Iselle poco antes de tocar tierra el 8 de agosto

Los vientos con fuerza de tormenta tropical afectaron a gran parte del estado a medida que Iselle avanzaba, excepto Niihau, el resto de las islas hawaianas que informaron ráfagas de más de 39 mph (63 km/h). Los vientos huracanados se limitaron a Mauna Kea en la Isla Grande, donde se observó una ráfaga máxima de 91 mph (146 km/h). Las fuertes lluvias afectaron a la mayoría de las islas del sur, y algunas áreas de la Isla Grande vieron más de 12 pulgadas (300 mm) debido a la elevación orográfica del flujo del sur en la parte trasera de Iselle. El mayor total fue en el Refugio Nacional de Vida Silvestre del Bosque de Hakalau, donde se observaron 15.25 pulgadas (387 mm). Las áreas en el lado de sotavento de la isla vieron mucha menos lluvia; El Aeropuerto Internacional de Kona recibió solo 0.04 in (1.0 mm) durante el paso de la tormenta. Kauai vio lluvias de más de 6 pulgadas (150 mm) en varias áreas y un máximo de 9,58 pulgadas (243 mm) en una estación del Servicio Geológico de los Estados Unidos a lo largo de Kilohana Ridge. Los totales alcanzaron un máximo de 4,22 pulgadas (107 mm) al norte en Oahu, mientras que Molokai y Lanai recibieron totales generalmente insignificantes. Las olas de los huracanes Iselle y Julio también produjeron olas de 6 a 10 pies (1.8 a 3.0 m) a lo largo de las costas orientales de las islas hawaianas.
Iselle trajo olas dañinas a lo largo de la costa este de la isla. Fuertes vientos desalojaron casas cerca de Hilo y derribaron árboles. Estos vientos también derribaron las líneas eléctricas, causando cortes generalizados que afectaron a aproximadamente 23,000 clientes de electricidad. Una planta geotérmica en Puna emitió gases tóxicos de sulfuro de hidrógeno al perder sus fuentes de energía, lo que llevó a los funcionarios a instar a un éxodo del área inmediata, aunque varios residentes cercanos informaron impactos en la salud. Una planta de tratamiento de agua en Kula en Maui también cerró debido a una falla eléctrica, lo que provocó la conservación de los suministros de agua en esa área. Los vientos de Iselle también dañaron alrededor de 1,000 cafetos y más de 2,000 árboles de macadamia. El daño fue mayor en la cosecha de papaya, con aproximadamente el 60% de la cosecha estatal destruida, lo que representa pérdidas de $ 55 millones (USD 2014). Otros cultivos, como café, nueces de macadamia y flores, también sufrieron daños, y las pérdidas generales de cultivos en el estado se estimaron en $66 millones. Solo se produjo una muerte conocida como resultado directo de la tormenta: una mujer de 19 años que fue arrastrada por las inundaciones mientras caminaba en un parque estatal cerrado. Más de 250 propietarios reportaron daños, con al menos 11 casas destruidas y 28 con daños mayores. El daño público y el costo de remover escombros se estimaron en $13.2 millones. Las pérdidas monetarias totales en el estado de Hawái oscilan entre $148 millones y $325 millones.
Debido a la amenaza de Iselle, el candidato a vicegobernador Warner Sutton solicitó que el gobernador Neil Abercrombie pospusiera las primarias del 9 de agosto. El gobernador rechazó la solicitud y las elecciones primarias ocurrieron según lo programado. Sin embargo, la tormenta dañó las carreteras que conducen a dos colegios electorales en la Isla Grande, lo que llevó a los funcionarios a decidir la elección por votación en ausencia en esas áreas. Después de una estrecha campaña entre el senador titular Brian Schatz y la congresista Colleen Hanabusa, la primaria del Senado, celebrada el mismo día que la primaria de gobernador, estaba demasiado cerca para llamar después de que Schatz liderara con solo 1.635 votos. Como resultado, la elección dependía de los dos colegios electorales cerrados, donde más de 8,000 personas tenían la opción de votar por correo. Más tarde, esto se cambió a una votación en persona para el 15 de agosto, a pesar de un desafío de la campaña de Hanabusa con respecto al daño de la tormenta, y Schatz finalmente ganó. La Unión Estadounidense de Libertades Civiles de Hawái luego demandó al estado por cómo manejaron las elecciones.

## Repercusiones

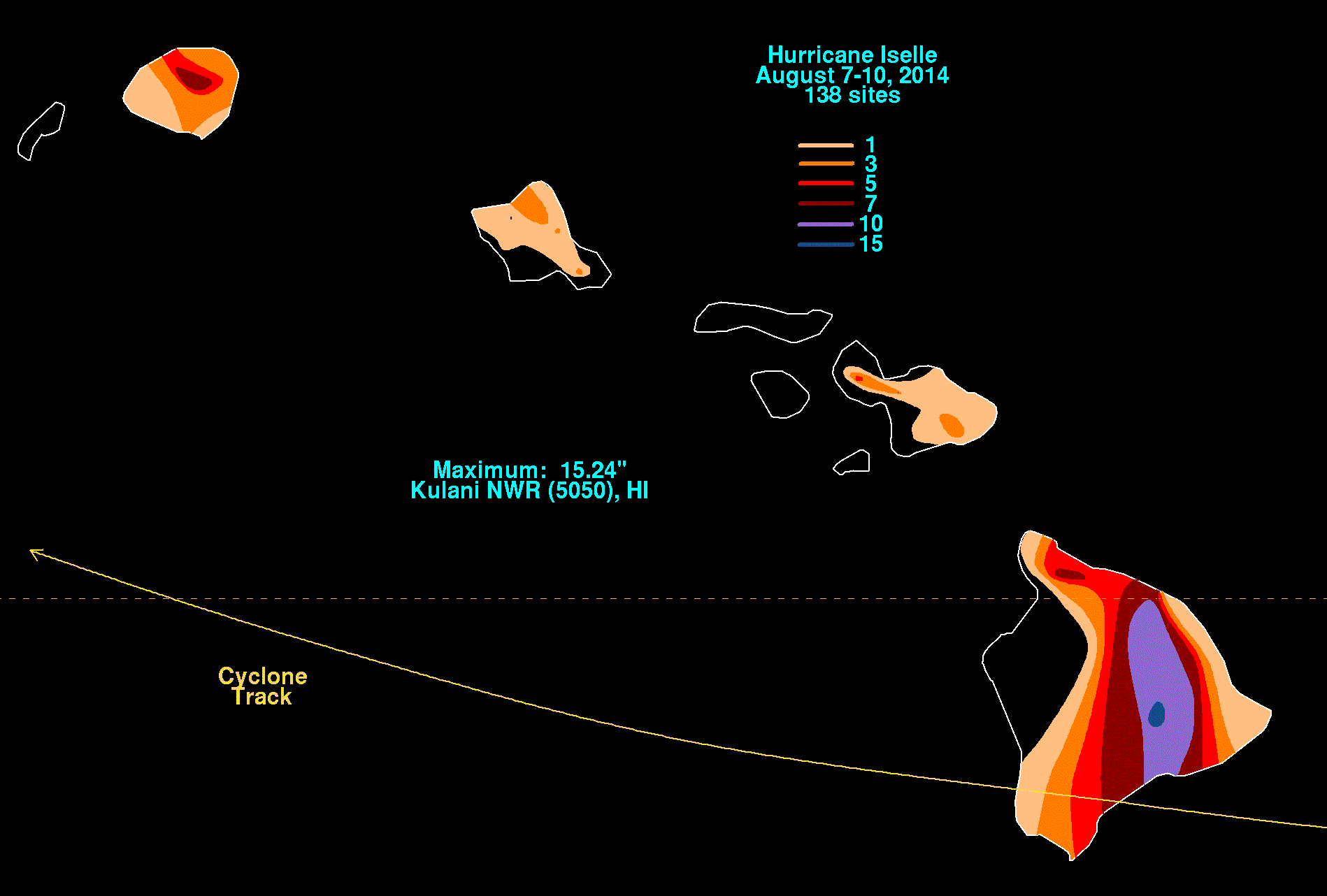
Mapa de lluvia para el huracán Iselle en Hawái

Después de la tormenta, las Industrias Eléctricas de Hawái trabajaron para restaurar la energía eléctrica a través de la Isla Grande, con la ayuda de camiones que retiraban árboles y escombros de las carreteras. Para el 20 de agosto, el 99% de los clientes tenían su electricidad restaurada, dejando a 1.100 residentes 12 días después de la tormenta. Sin embargo, tomó hasta el 11 de septiembre, o alrededor de cinco semanas después de la tormenta, para que se restableciera toda la energía. Las encuestas posteriores a la tormenta indicaron que el daño de Iselle estaba relacionado principalmente con árboles que no eran nativos de la isla, que se debilitaron y se rompieron bajo los fuertes vientos. Los residentes de todo Hawái donaron más de $80,000 después de la tormenta para ayudar a las víctimas, organizadas a través de la Isla de Hawái, United Way. Organizaciones benéficas locales distribuyeron 5,000 lb (2,300 kg) de alimentos a más de 3,000 familias.
La Agencia Federal para el Manejo de Emergencias (FEMA) completó una encuesta de desastres de casas el 19 de agosto, un primer paso hacia una declaración federal de desastre. Debido al daño, la congresista Tulsi Gabbard comentó:

«Insto a FEMA, el condado de Hawaii, el gobernador y el presidente Barack Obama a acelerar el proceso de declarar la devastación de Iselle como un desastre natural para que la gente de Puna pueda recibir ayuda inmediata.»
Tulsi Gabbard

 El 27 de agosto, el gobernador Abercrombie solicitó formalmente asistencia federal, después de que el estado agotó su fondo para desastres, pero FEMA lo rechazó debido a daños insuficientes. Sin embargo, el Secretario de Agricultura Tom Vilsack declaró un desastre agrícola, lo que llevó a la Administración de Pequeñas Empresas a permitir préstamos federales por desastre a pequeñas empresas. La decisión de FEMA fue revocada el 12 de septiembre, cuando el gobierno federal aprobó la ayuda para la reconstrucción de edificios públicos, así como la mitigación de desastres en el futuro.

### Récords
Cuando Iselle tocó tierra en la Isla Grande con vientos de 60 mph (95 km/h), se convirtió en el ciclón tropical más fuerte registrado en golpear la isla, y una de las tres tormentas que golpeó la isla con una intensidad de tormenta tropical o más alta, junto con la tormenta tropical Siete en 1958, y la tormenta tropical Darby en 2016. Si Iselle hubiera tocado tierra como huracán, habría sido el primer huracán en golpear la Isla Grande. Con un costo de daño estimado de $148 a 325 millones (USD 2014), Iselle se convirtió en el tercer ciclón tropical más costoso en golpear el estado estadounidense de Hawái, incluso después de tener en cuenta la inflación. Los únicos ciclones tropicales que causaron más daños a las islas fueron Iwa en 1982 e Iniki en 1992. Además, Iselle fue el tercer ciclón tropical más fuerte en tocar tierra en las principales islas hawaianas después de los huracanes Dot e Iniki.